# Крамар Микола Федорович
Микола Федорович Крамар (6 лютого 1948, с. Соколівка Уманського району Черкаської області — 11 листопада 2023) — український журналіст.

## Біографія
Трудову діяльність почав після закінчення середньої школи механізатором колгоспу «Радянська Україна» Жашківського району Черкаської області (1966 рік), далі вчителював у рідній школі.
1967 року прийнятий на роботу в редакцію жашківської районної газети «Світло комунізму» — молодший літпрацівник, літпрацівник, завідуючий відділом. 1971—1972 роки — кореспондент обласної газети «Молодь Черкащини».
1973 року закінчив факультет журналістики Київського державного університету ім. Т. Г. Шевченка. 1973—1974 роки (по закінченні університету) — служба у лавах Збройних сил.
У 1977 році з жашківської газети переведений на роботу у редакцію обласної газети «Черкаська правда», у якій працював до 1990 року з деякою перервою (1981—1985 — редактор, старший редактор облтелерадіокомітету) на посадах кореспондента, старшого кореспондента, оглядача.
Був одним з ініціаторів створення першої на Черкащині незалежної газети «Село і люди» (нині «Земля Черкаська») (1991 рік), у якій працював заступником, а з 1999 року — головним редактором.
З 1999 до 2006 року він очолював Черкаську обласну організацію Національної спілки журналістів України.
Одружений, має два сини Мирослав (1971 р. н.) і Богдан (1986 р. н.).
Пішов з життя 11 листопада 2023 року.

## Творчий доробок
Автор книги «Складна обстановка», чисельних статей, нарисів, досліджень сучасних процесів у соціально-економічному і суспільно-політичному житті Черкаської області.
Автор текстів пісень, які стали народними.

## Нагороди
У 2001 році Указом президента України йому присвоєне почесне звання «Заслужений журналіст України». 
- Почесна Грамота Кабінету Міністрів України,
- ГрамотаВерховної Ради України «За заслуги перед Українським народом»,
- Медаль «За працю і звитягу» (2009),
- Премія «Журналістська честь»,
- Нагрудний знак «Козацька честь». Генерал-майор Козацтва Нової України,
- Лауреат премій ім. Гайдара, Прометей,
- Почесний громадянин Жашківського району.